# Campus de Jussieu

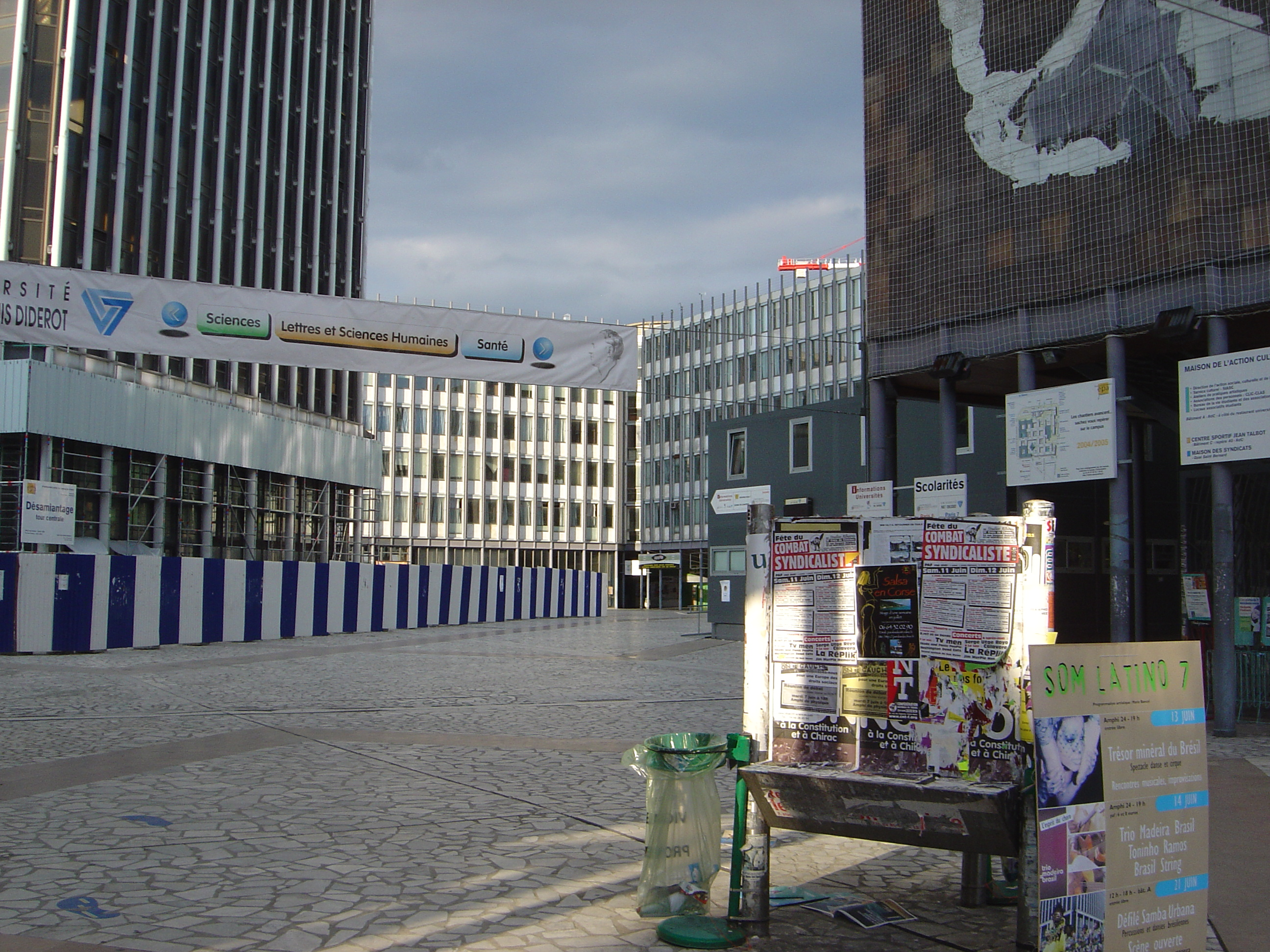
Entrada al campus de Jussieu.

El campus de Jussieu, situado en el V Distrito de París, acoge una parte de los servicios de varias instituciones. Los locales son compartidos entre: 
- La Universidad de París VI Pierre et Marie Curie.
- La Universidad de París VII Denis Diderot (en 2007 comenzó el cambio hacia el campus del XIII Distrito de París).
- El Instituto de Física del Globo de París (en francés: Institut de physique du globe de París –IPGP–).

El campus de Jussieu es célebre por tener la universidad científica francesa mejor reconocida internacionalmente (París VI).
El campus fue inaugurado en 1959, pero permanece inacabado hasta el presente. 